# Имельно (гмина)
Имельно (пол. Imielno) — сельская гмина (волость) в Польше, входит как административная единица в Енджеювский повет, Свентокшиское воеводство.
Расположена в 12 км к юго-востоку от Енджеюва и в 36 км к югу от Кельце.
Население составляет 4618 человек (на 2004 год).

## Демография
| Перепись                       | Всего   | Всего | Женщины | Женщины | Мужчины | Мужчины |
| ------------------------------ | ------- | ----- | ------- | ------- | ------- | ------- |
| Единицы                        | человек | %     | человек | %       | человек | %       |
| Население                      | 4618    | 100   | 2337    | 50,6    | 2281    | 49,4    |
| Плотность населения (чел./км²) | 45,9    | 45,9  | 23,2    | 23,2    | 22,7    | 22,7    |

## Сельские округа
1. Белк
2. Боршовице
3. Далеховы
4. Дзершин
5. Грудзыны
6. Хеленувка
7. Имельница
8. Имельно
9. Якубув
10. Карчунек
11. Кавенчин
12. Межвин
13. Мотковице
14. Опатковице-Древняне
15. Опатковице-Муроване
16. Опатковице-Пояловске
17. Опатковице-Цыстерске
18. Райхотка
19. Собовице
20. Ставы
21. Выгода
22. Зегартовице

## Соседние гмины
1. Гмина Енджеюв
2. Гмина Кийе
3. Гмина Михалув
4. Гмина Пиньчув
5. Гмина Собкув